# باركلايكارد
باركلايكارد (بالإنجليزية: barclaycard)‏ هي بطاقة ائتمان بريطانية متعددة الجنسيات ومزود خدمات دفع. تعتبر قسما من شركة باركليز (بالإنجليزية: Barclays). اعتبارًا من عام 2010، كان لدى باركلايكارد أكثر من عشرة ملايين عميل في المملكة المتحدة.

## التاريخ
أطلقت بطاقة باركلايكارد في 29 يونيو 1966، في البداية كبطاقة شحن فقط، ولكن بعد اتفاقية بنك إنجلترا لتقديم الائتمان المتجدد، أصبحت أول بطاقة ائتمان في المملكة المتحدة في 8 نوفمبر 1967. تمتعت باحتكار سوق بطاقات الائتمان في المملكة المتحدة، حتى إدخال بطاقة الوصول في أكتوبر 1972.وأصبحت جزءًا من شبكة Visa عند تشكيلها في سبتمبر 1976.
- 1966 - أول بطاقة ائتمان
- 1977 - أول بطاقة ائتمان للشركة
- 1995 - أول خدمة مصرفية لبطاقات الائتمان عبر الإنترنت
- 2007 - أول مدفوعات لاتلامسية في المملكة المتحدة باستخدام بطاقة OnePulse الخاصة بنا
- 2011 - أول مدفوعات لاتلامسية للجوال بالشراكة مع Orange
- 2012 - أول جهاز دفع قابل للارتداء
- 2014 - أول رحلة لا تلامسية بالشراكة مع TfL
- 2016 - أول عمليات الدفع بدون لمس الهاتف المحمول بنظام Android
- 2018 - أول فنجان قهوة بدون تلامس

## الخدمات و المنتجات
اليوم تقدم باركلايكارد مجموعة شاملة من الحلول لعملك ، ولم نتوقف أبدًا عن الابتكار لمساعدة عملائنا على النجاح.
```
، 
```

- قبول الدفع

يريد عملاؤك أن يكون لهم رأي في كيفية الدفع. لذلك نمنحهم الاختيار - عبرالإنترنت أو عبرالهاتف أو في المتجر باستخدام شريحة و جهاز PIN - ونجعل الأمر سهلاً قدر الإمكان في كل مرة. يمكننا مساعدتك بأفضل الحلول التقنية لتلقي المدفوعات بسرعة وموثوقية - وبالشكل الذي يناسبك أنت وعملائك.
- إدارة إنفاقك

عليك إنفاق الأموال لكسب المال ، ويمكن للشركات من جميع الأحجام الاستفادة من طرق شراء أكثر كفاءة .
تتميز بطاقات الائتمان والشحن الخاصة بشركاتنا بالمرونة وسهولة الاستخدام ، وتمنحك مزيدًا من التحكم في مصروفات موظفيك. بالعودة إلى المكتب ، يمكن أن تساعد حساباتنا الافتراضية وأدوات الشراء الإلكترونية في تبسيط عملياتك وخفض تكاليف الإدارة.
كانت باركلايكارد أول شركة بطاقات ائتمان في المملكة المتحدة تدخل على الإنترنت ، وقد كنا رائدين في ثورة البطاقات غير التلامسية ومدفوعات الهاتف المحمول. مع كل خطوة جديدة ، نجعل إدارة إنفاقك أسهل وأكثر ملاءمة لك.
- التمويلات

نحن نقدم تمويلًا مرنًا ومكافآت لا مثيل لها (رابط لرعايتنا) وإمكانية وصول أفضل إلى الائتمان. ومن خلال تطبيق My Barclaycard Mobile App ، من السهل التحقق من رصيدك والائتمان المتبقي ، حتى تتمكن من التحكم في مدفوعاتك أينما كنت وأينما كنت.

## عمليات الاستحواذ

### بروفيديان
في يوليو 2003، استولى بنك باركيز على جناح المملكة المتحدة للشركة الأمريكية بنك بروفيديان الوطني، المعروف باسم بنك مومنت (بالإنجليزية: Monument)، عندما تم بيعه بسبب المخالفات المالية لشركته الأمريكية الأم. في أبريل 2007 باعت باركلايكارد أعمال ومباني بنك بروفيديان الوطني لشركة كمبوكريديت (بالإنجليزية: Compucredit).

### بنك بيضة
في مارس 2011، أعلن بنك باركيز أنه سيشتري الذراع التجارية لبطاقات الائتمان البريطانية بنك بيضة من مجمع سيتي بسعر لم يكشف عنه. في وقت الإعلان، ادعى باركلايكارد أن أصول بطاقات الائتمان تتكون من 1.15 مليون حساب مع ما يقرب من 2.3 مليار جنيه إسترليني من إجمالي الذمم المدينة. كانوا يعتزمون دمج هؤلاء العملاء في ذراع بطاقة الائتمان الخاصة بهم.
في وقت الإعلان، قالت سيتي «إنها ملتزمة بالعمل مع باركلايكارد على نقل سلس لحسابات العملاء، بما يضمن استمرار المستوى العالي من الخدمة التي اعتاد عليها العملاء».

### التحليلات التناظرية
في يونيو 2012 ، استحوذ بنك باركيز على شركة التحليلات التناظرية (بالإنجليزية: Analog Analytics)، قسيمة رقمية وأعمال صفقات يومية مماثلة لشركة جروبون.

### مجموعة المنطق
خلال سبتمبر 2014، أُعلن أن بنك باركيز كان يستحوذ على مجموعة المنطق (بالإنجليزية: The Logic Group) وهو عمل قائم على الدفع والولاء مقره داخل المملكة المتحدة. ستُمكن عملاء باركلايكارد من الاستفادة من إمكانات معالجة المعاملات ذات المنصة الواحدة لمجموعة المنطق، إلى جانب رؤى البيانات التي ستسمح للتجار بتوجيه خدماتهم بشكل أفضل للعملاء.
قرب نهاية عام 2014 ، أكد بنك باركيز أن عملية الاستحواذ قد اكتملت منذ ذلك الحين.

## روابط خارجية
الموقع الرسمي.